# The Case of the Curious Bride
The Case of the Curious Bride és una pel·lícula estatunidenca dirigida per Michael Curtiz, estrenada el 1935.
Adaptació d'una novel·la de l'escriptor policíac Erle Stanley Gardner, creador del cèlebre detectiu Perry Mason. En aquest cas, la història ofereix el típic misteri embolicat, però el seu protagonista traurà a la llum la veritat. I mentrestant aportarà algunes dosis d'humor. El punt de partida segueix una dona jove que s'adona que el seu segon marit, Moxley, que ella suposava mort fa quatre anys, en realitat és viu. Però la noia ha tornat a casar-se.
Es tracta del segon lliurament d'una sèrie de quatre films en els quals l'actor Warren William va encarnar el cèlebre detectiu. En un paper secundari es pot veure un jove Errol Flynn en un de seus primer papers. La pel·lícula la firma un dels grans de Hollywood, Michael Curtiz, director de Casablanca i Les aventures de Robin Hood.

## Argument
Durant les seves vacances a la Xina, Perry Mason es troba amb Rhoda, una antiga amiga que el busca perquè l'ajudi a esclarir un cas. Moxley, el seu marit, que se suposa que havia mort fa quatre anys, resulta que està viu i li demana diners. El cas es complica quan la policia troba a Moxley mort, aleshores ella es converteix en la principal sospitosa.

## Repartiment
- Warren William: Perry Mason
- Margaret Lindsay: Rhoda Montaine
- Donald Woods: Carl Montaine
- Claire Dodd: Della Street
- Allen Jenkins: Spudsy Drake
- Phillip Reed: Dr. Claude Millbeck
- Barton MacLane: Cap Detectiu Joe Lucas
- Errol Flynn: Gregory Moxley